# Imidazolidinona

Estrutura química da 2-imidazolidinona

Estrutura química da 4-imidazolidinona

Imidazolidinonas pertencem a uma classe de anéis heterocíclicos de 5 membros estruturalmente relacionados à imidazolidina. O núcleo das imidazolidinonas é composto por 3 carbonos e 2 nitrogénios (C3N2), e apresentam as funções orgânicas ureia ou amida nas posições 2 ou 4.

## 2-Imidazolidinonas
As 2-imidazolidinonas são derivados cíclicos com ureia. A 1,3-dimetil-2-imidazolidinona é um solvente polar e uma base de Lewis. Alguns exemplos de medicamentos com estes anéis incluem Emicerfont, Imidapril e Azlocilina. Dimetilol etileno ureia é o reagente utilizado para roupas resistentes.

## 4-Imidazolidinonas
As 4-imidazolidinonas podem ser preparadas a partir de fenilalanina em dois passos sintéticos (amidação com metilamina seguida de uma reação de condensação com acetona):
Catalisadores de imidazolidinonas funcionam pela formação de um íon imínio com grupos carbonila de aldeídos α,β-insaturados (enais) e enonas num rápido equilíbrio químico. A ativação deste íon imínio diminui a orbital LUMO do substrato. Várias 4-imidazolidinonas têm sido investigadas.
Exemplos de medicamentos que incluem o anel da 4-imidazolidinona são a Hetacilina, NNC 63-0532, Espiperona e Sprioxatrina.

## Imidazolona ou imidazolinona
As imidazolonas (também chamadas de imidazolinonas) são os derivados oxo- da imidazolina (dihidroimidazóis). Exemplos incluem o ácido imidazol-4-ona-5-propiónico, um produto do catabolismo da histidina, e Imazaquin, um membro da classe de imidazolinonas de herbicidas.